# سومرپالو
سومرپالو (به لاتین: Sõmerpalu) یک منطقهٔ مسکونی در استونی است که در دهستان سومرپالو واقع شده‌است.